# Terebella pterochaeta
Terebella pterochaeta är en ringmaskart som först beskrevs av McIntosh 1885.  Terebella pterochaeta ingår i släktet Terebella och familjen Terebellidae. Inga underarter finns listade i Catalogue of Life.